# La Norma
La Norma is een Frans skigebied gelegen in het departement Savoie in de Franse Alpen. Het ligt in het dal van de Maurienne op 1350m hoogte. Het skigebied loopt door tot een hoogte van 2750m.
Het skigebied bestaat reeds sinds 1971. Oorspronkelijk was het station alleen gericht op dagtourisme. Vanaf 1975 is gestart met de bouw van een appartementenblok en vervolgens een eerste cluster van 40 chalets door de Nederlandse projectontwikkelaar Cammingha. Het kleine centrum van La Norma is in 1980 gebouwd. Het centrum is alleen geopend in de winter (december-april) en de zomer in (juli-augustus).
La Norma ligt aan de rand van het Parc national de la Vanoise.

## Gegevens

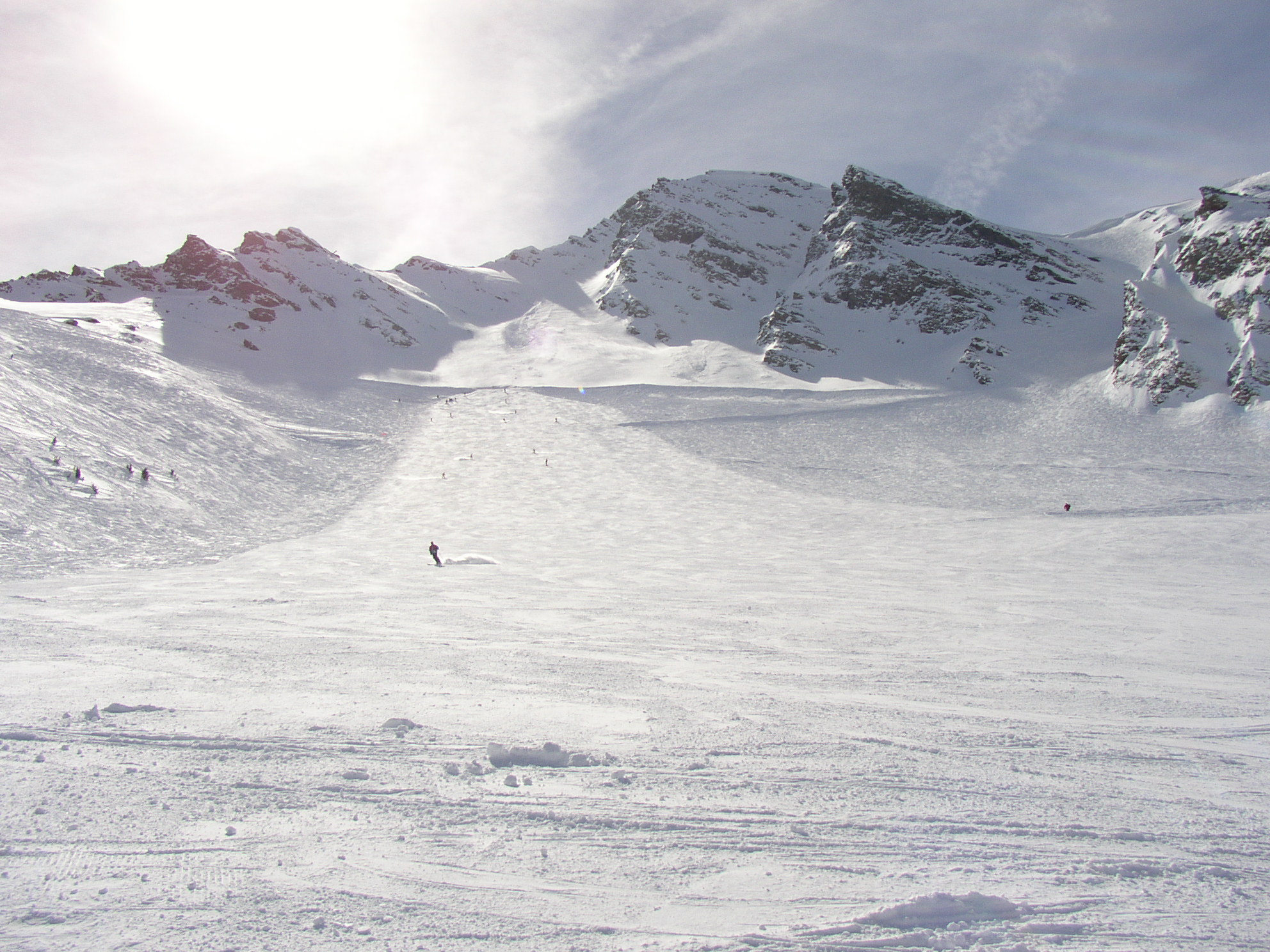
Piste van le Clot

- 65km piste totaal
- 8 groene pistes
- 6 blauwe pistes
- 11 rode pistes
- 2 zwarte pistes
- 1 snowpark